# Frómista
Frómista è un comune spagnolo di 822 abitanti situato nella comunità autonoma di Castiglia e León a 788 m s.l.m. nella comarca di Tierra de Campos, importante tappa del camino de Santiago. Dista 30 km da Palencia capoluogo della provincia di cui è parte, 80 km da Valladolid, 90 da Burgos e 120 da León.
Il suo nome si pensa derivi dal latino Frumentum. La sua economia è basata sull'agricoltura che si sta modernizzando con l'utilizzazione più efficiente che nel passato delle acque del canale di Castiglia per l'irrigazione del proprio arido territorio. Si spera di incrementare le attività legate al turismo del "camino" che sta riprendendosi.

## Storia
La zona in cui è situata Frómista fu abitata nella preistoria da popolazioni celtibere a cui seguirono le dominazioni che durarono alcuni secoli, quella breve dei Visigoti e quella Musulmana che però non lasciò tracce di sé con monumenti particolari e non l'occupò direttamente.
Nel medioevo, grazie al camino fu molto conosciuta ed ebbe periodi prosperità. Agli inizi del Medio Evo un quartiere di Frómista, San Martino, era sotto il governo dell'abate di Carrión de los Condes e il resto del paese da un feudatario con un consiglio di rappresentanti dei cittadini. Nel 1427 Gómez Benavir riuscì a ridurre nelle sue mani entrambi i poteri ed unire quindi la città sotto un solo governo. Fondò un convento di monaci detto di Nuestra Señora de la Misericordia e favorì la costruzione di ostelli per i pellegrini di Santiago.
Il re Ferdinando I per popolare la città chiamò a venire ad abitare a Frómista un numeroso gruppo di Ebrei che godevano fama di uomini abili, industriosi ed attivi. Nacque così una forte comunità giudea che nel 1492 quando i re cattolici decretarono l'espulsione dalla Spagna degli Ebrei era formata da 200 famiglie per un totale di circa 1000 persone cioè un quarto della popolazione totale.
È evidente quindi che la cacciata degli Ebrei causò un notevole danno alla città. Rispetto al periodo precedente i secoli XVI, XVII e XVIII furono di decadenza e spopolamento per Frómista, il regime della signoria gravava pesantemente sui cittadini che parteggiarono per i comuneros quando in Spagna vi fu la ribellione contro i sovrani. Però l'esercito dei comuneros non si comportò certamente meglio imponendo ai villaggi dove giungeva il pagamento di grosse cifre di denaro col ricatto che se non fossero pagate si sarebbe ricorsi al saccheggio. Da un documento della fine del XVI secolo si evince che nel 1591 industria né commercio e l'agricoltura esclusivamente cerealicola su terreni aridi era poco produttiva anche perché era esercitata con strumenti e metodi tradizionali, delle case della città una ogni cinque era abbandonata e in rovina. Con l'intento di fare una via fluviale che unisse la Castiglia all'Oceano nel 1753 si iniziò la costruzione del Canale di Castiglia che durò un secolo essendo completato nel 1849. Il canale inizia con tre rami ed è dotato di diverse chiuse per vincere i dislivelli che deve superare, alcune delle quali sono a Frómista che poté cominciare ad utilizzare le acque del canale per l'irrigazione e a modernizzare l'agricoltura. La crisi dell'agricoltura spagnola nel XX secolo non risparmiò Frómista che oggi spera di potersi riprendere avendo meccanizzato la coltivazione dei campi e avviato un migliore utilizzo delle acque del canale. Nel 1885 giunse la ferrovia, sicché si dice che ci sono più vie per giungere a Frómista: il cammino di Santiago, la via d'acqua del canale, la ferrovia e la strada asfaltata.
Frómista è chiamata la città del miracolo o anche della Ole. Il miracolo è legato ad una vicenda accaduta nel 1453: un certo Pedro Fernández de Teresa aveva contratto un debito con l'ebreo Matudiel Salomon e alla scadenza non pagò, il creditore denunciò il fatto all'autorità ecclesiastica che scomunicò Pedro, per liberarsi della scomunica questi rimborsò il debito ma non si curò di confessarsi e dichiarare la sua colpa. Giunto Pedro in punto di morte si recò a casa sua il parroco di San Martín per dargli la comunione e l'estrema unzione, ma, quando fece per prendere l'ostia non riuscì a staccare l'ostia dalla patena su cui era posta, il sacerdote chiese allora all'ammalato se avesse qualche peccato non confessato e ricevuta la risposta affermativa lo confessò e comunicò dandogli un'altra ostia mentre conservò così come era l'ostia attaccata alla patena che custodì poi nella chiesa. Questo è detto "miracolo di San Telmo" dal nome del santo patrono del paese. La Ole si riferisce alla festa di questo santo di cui si dirà in seguito.

## Monumenti e luoghi d'interesse

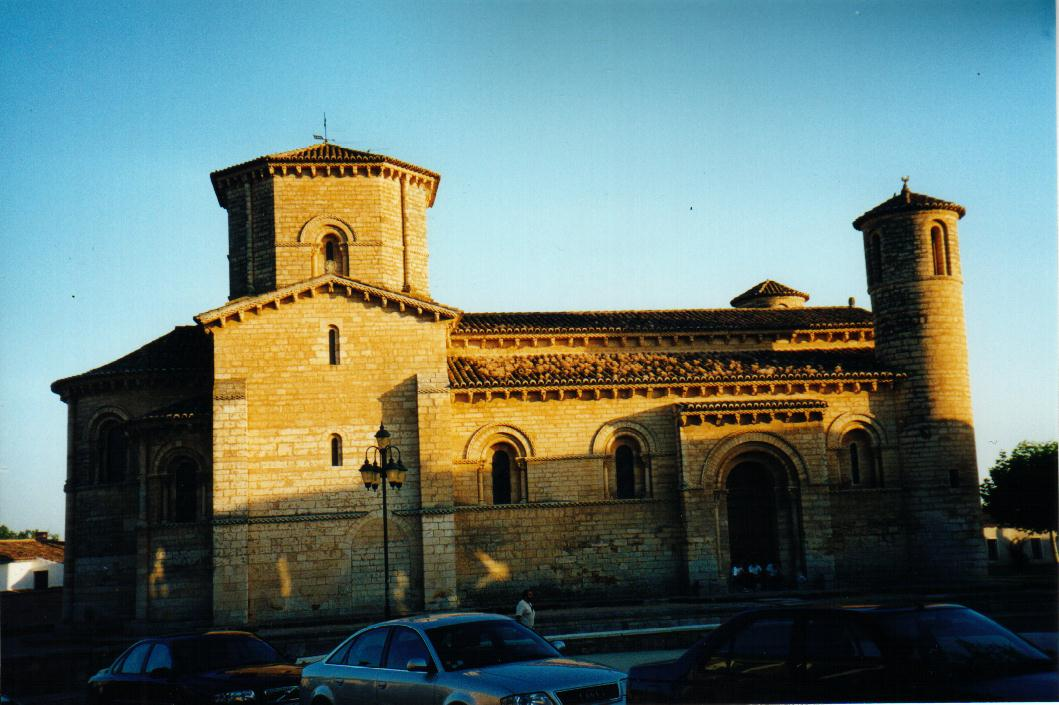
Chiesa di San Martino

I monumenti più interessanti sono: la elegante chiesa romanica di San Martín de Tours del secolo XI, le chiese di Santa Maria del Castillo gotico-rinascimentale del XV secolo, di San Pedro romanico-gotica del XIII secolo, la Ermita del Otero dello stesso secolo. Interessanti le chiuse del canale.

## Dintorni
A 19 km Monzón de Campos che ha un castello oggi utilizzato come albergo, a 12 km Villalcázar de Sirga con la bella chiesa di Santa Maria la Blanca del sec. XII e a 18 km Carrión de los Condes.

## Feste
Festa caratteristica è quella di San Telmo che si svolge a partire dalle 22 del giorno di Pasqua con la processione detta El Ole: gli organizzatori portano una croce con San Telmo e i partecipanti si muovono ballando mentre un gruppo munito chi di bastone, chi di una scopa o di una mazza si apparta, suona e canta canzoni popolari e balla battendo colpi per terra, intercalando con grida di viva san Telmo, questo non è ole, ole non si dimentica. La processione prosegue per le strade del paese fino a quella che la tradizione dice è la casa natale del santo. Qui uno degli organizzatori pronuncia un discorso satirico e burlesco su persone e avvenimenti accaduti durante l'anno, poi si riprende la processione con canti e balli fino alla chiesa di San Pedro. Sono così le 5-6 del mattino e dopo un ultimo evviva a San Telmo la festa si chiude. A partire da mezzogiorno si svolge poi la processione religiosa. Per iniziativa dei giovani del paese dal 1994 la domenica successiva si ha un'appendice della festa con il ballo del Olillo con processione analoga a quella dell'Ole.
Un'altra festa si fa l'8 settembre con la romería (pellegrinaggio) al santuario della Vergine di Otero, detta popolarmente las meriendas perché ai riti religiosi del mattino segue una festa campestre in cui si suona, si canta, si balla e si mangiano dolcetti e merende. Protagonista, anche della festa di San Telmo, è il gruppo folcloristico Danzantes de Paloteo gruppo di 8 ballerini che si esibiscono vestiti prevalentemente di bianco con ornamenti variamente colorati in due tipi di danza: la passacalla e los lazos, una specie di quadriglia con varie figure.